# Abbaye Saint-Pierre d'Étival
Pour les articles homonymes, voir Abbaye Saint-Pierre.
L’abbaye Saint-Pierre d’Étival, est une collégiale fondée et placée par Richarde sous la suzeraineté des chanoinesses d'Andlau est située dans la vallée de la Meurthe, sous la côte de Repy et la Pierre d'Appel.

## Histoire

### Un lieu de fondation de ban mérovingien
Le premier monastère aurait été construite au milieu du VIIe siècle. Il semble que l'abbaye fut un monastère observant la règle de saint Columban et la règle bénédictine. Selon dom Calmet, le premier abbé dont le nom nous soit parvenu est Echertus (IXe siècle).
Les chanoinesses d'Empire y placent après 1145 des chanoines prémontrés sous contrôle de l'abbaye Notre-Dame-de-l'Assomption de Flabémont. Après la dissolution de l'ordre des chanoinesses d'Andlau au XVIe siècle, les moines blancs prémontrés émancipés de toute tutelle ont développé leur abbaye, évitant les malheurs de la commende.
Au Moyen Âge, l'abbaye est fortifiée.
Par sa lettre d’Avignon en date du 26 mai 1387, Pierre Aycelin de Montaigut, cardinal-prêtre de Saint-Marc, pénitencier du Saint-Siège, délègue à l’abbé d’Autrey, le pouvoir d’absoudre, après qu’ils auront fait une pénitence suffisante, les moines et convers de l’abbaye d’Étival qui ont été excommuniés, suspendus ou interdits à la suite de manquements graves : violences, jeux interdits, vie déréglée, oubli des devoirs religieux.

### Au temps des Prémontrés
Ensuite et jusqu'au milieu du XIIe siècle, il y eut des chanoines séculiers quand elle devint abbaye de l'ordre de Prémontré.
À l'origine, l'abbaye était un monastère mixte, pour moines et moniales.
L'abbé était vassale de la puissante abbesse d'Andlau. À certaines occasions, il devait également dire la messe à Andlau lors des fêtes de Saint Pierre et Saint Paul. L'abbesse avait le droit de désigner un nouvel abbé, au moins jusqu'en 1685.
L'abbaye se réclamait de "nul diocèse", comme ses trois voisines, Moyenmoutier, Senones et le chapitre de Saint-Dié, depuis des temps anciens, c’est-à-dire qu''elle refusait de se soumettre aux évêques de Toul. Cette opposition pris des dimensions considérables au début du XVIIIe siècle avec l'abbé Charles Louis Hugo. Soutenu par le duc Léopold qui voulait un diocèse dans son duché indépendant de la France, et les papes, il s'opposa notamment à l'évêque de Toul Scipion Jérôme Bégon, soutenu par le roi de France à Versailles. L'abbé Hugo fût promu évêque de Ptolémaïs en 1729, évêque "in partibus", c'est-à-dire sans diocèse pour ne pas froisser le roi de France, par le pape Benoit XIII.
En 1726, l'architecte Nicolas Pierson, frère convers prémontré, réalisa le corps de logis nord de l'abbaye d'Etival et les deux tours (seulement la base pour celle de droite) encadrant la façade classique de l'église. Un projet antérieur plaçait les deux tours encadrant le chœur (voir les deux dessins détaillés des projets).
Le dernier abbé mourut en 1739 mais il y avait encore 29 chanoines en 1790. Les archives de l'ordre de Prémontré recensent 11 chanoines en 1698, 29 en 1768 et en 1790 10 chanoines résidents et 8 travaillant dans les paroisses avec cinq ecclésiastiques et dix moines.
L'abbaye est placée en commende sous l'évêque de Toul, Bégon. Un couvent prémontré s'y maintient, même après la formation de l'évêché de Saint-Dié en 1776. Depuis la période révolutionnaire et l'Empire, elle n'est plus que le cœur de la commune d'Étival-Clairefontaine, ancienne partie du Bas-Ban d'Étival, dans les Vosges. Les bâtiments du couvent et du palais abbatial ont été réaffectés à d'autres usages prosaïques : maisons d'habitations, écoles et lieux publics, hangars, magasins… Ce lieu autrefois fortifié tend même à être assimilé au proche hameau du Viviers. Seule l'église collégiale et une partie du presbytère ont été attribuées à l'église paroissiale.

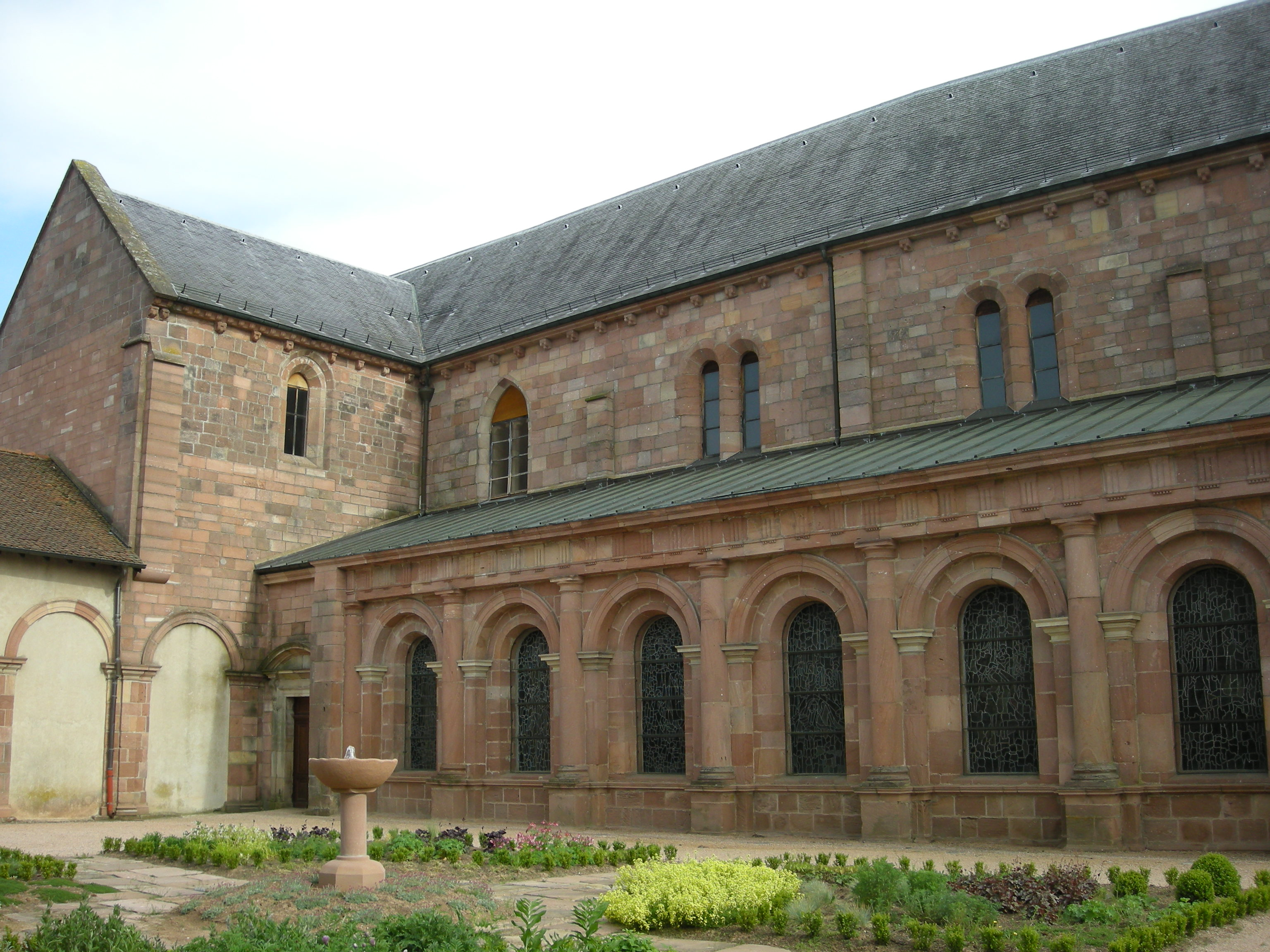
L'aile nord et le jardin.

L'abbaye fut ravagée plusieurs fois pendant son histoire. Elle fut détruite par le feu en 1569, puis en 1646…
L'évêque de Toul s'inquiétant des pouvoirs grandissants de l'abbé, changea le statut de l'abbaye en prieuré. La vie religieuse de l'abbaye semble avoir toujours été bien observée.

## Église paroissiale et centre d'une commune

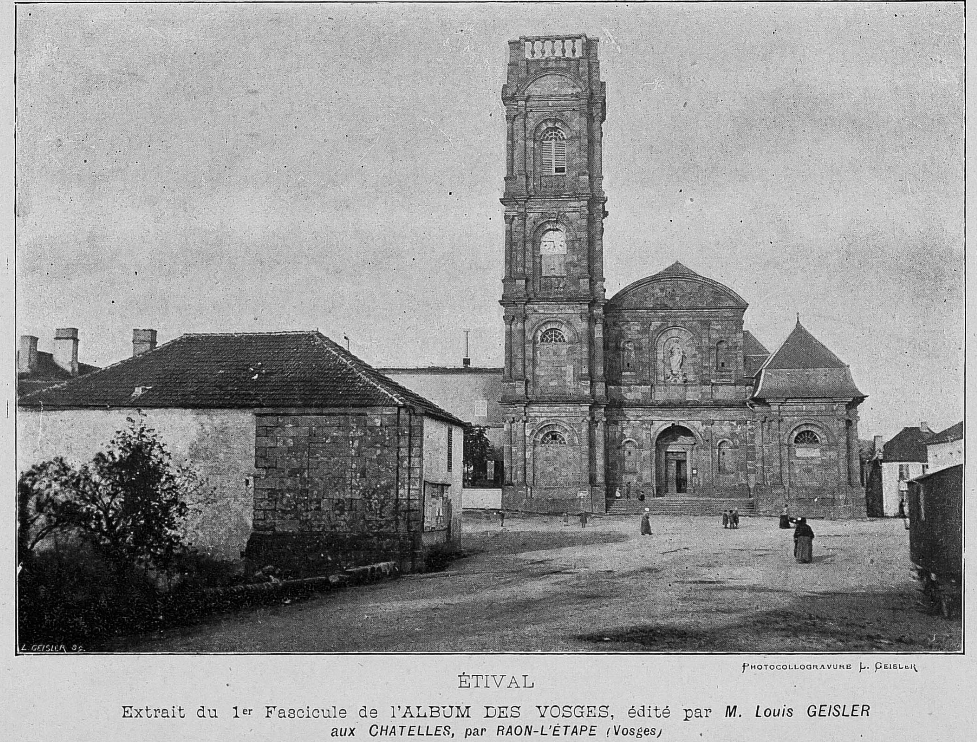
L'église d'Étival vers 1895, avec la tour nord.

Les Allemands détruisent la tour (nord) de l'abbaye en 1944. Les architectes prirent le parti de la laisser en état et de construire la tour sud, qui ne comportait qu'un étage depuis le XVIIIe siècle! Cette tour respecte assez les proportions de la tour nord détruite.
L'église est classée monument historique depuis la première liste de 1840, les autres bâtiments de l'abbaye (le logis abbatial, la galerie du cloître et le mur d'enceinte) sont inscrits depuis le 7 mai 1986.